# متس ثلین
متس ثلین (انگلیسی: Mats Thelin؛ زادهٔ ۳۰ مارس ۱۹۶۱) بازیکن هاکی روی یخ اهل سوئد است.